# Liu Yan (actrice)
Dans ce nom chinois, le nom de famille, Liu, précède le nom personnel Yang.
Liu Yan (chinois simplifié : 柳岩 ; pinyin : Liǔ Yán) dite Ada Liu, née le 8 novembre 1980 à Hengyang (Chine), est une actrice, animatrice et chanteuse chinoise.

## Biographie

### Jeunesse et formation
Liu Yang est née le 8 novembre 1980 à Hengyang avec sa maison ancestrale à Wuhu. Elle est la plus jeune de deux enfants, avec un frère aîné
Elle grandit à Guangzhou puis fait des études littéraires à l'Université de communication de Chine où elle obtient un diplôme de littérature chinoise.

### Carrière
En 2008, elle commence une carrière de comédienne dans Hua pi de Gordon Chan.
En 2014, le film Badges of Fury de Wong Tsz-ming est sa premier succès qui est devenu un succès au box-office en Chine et elle est rapidement devenue célèbre.

## Filmographie

### Cinéma
- 2008 : Hua pi : Patronne
- 2013 : The Four II : Ru Yan
- 2013 : Badges of Fury : Dai Yiyi
- 2014 : The Four III : Ru Yan
- 2016 : See You Tomorrow :
- 2017 : Buddies in India : Wu Jing
- 2018 : Chasseur de monstres 2 : La beauté du jeu
- 2018 : Legend of the Ancient Sword : Cang Ming
- 2018 : Master Z: Ip Man Legacy : Julia

### Télévision
- 2019 : Martial Universe : Mu Qianqian